# Masakra bostońska

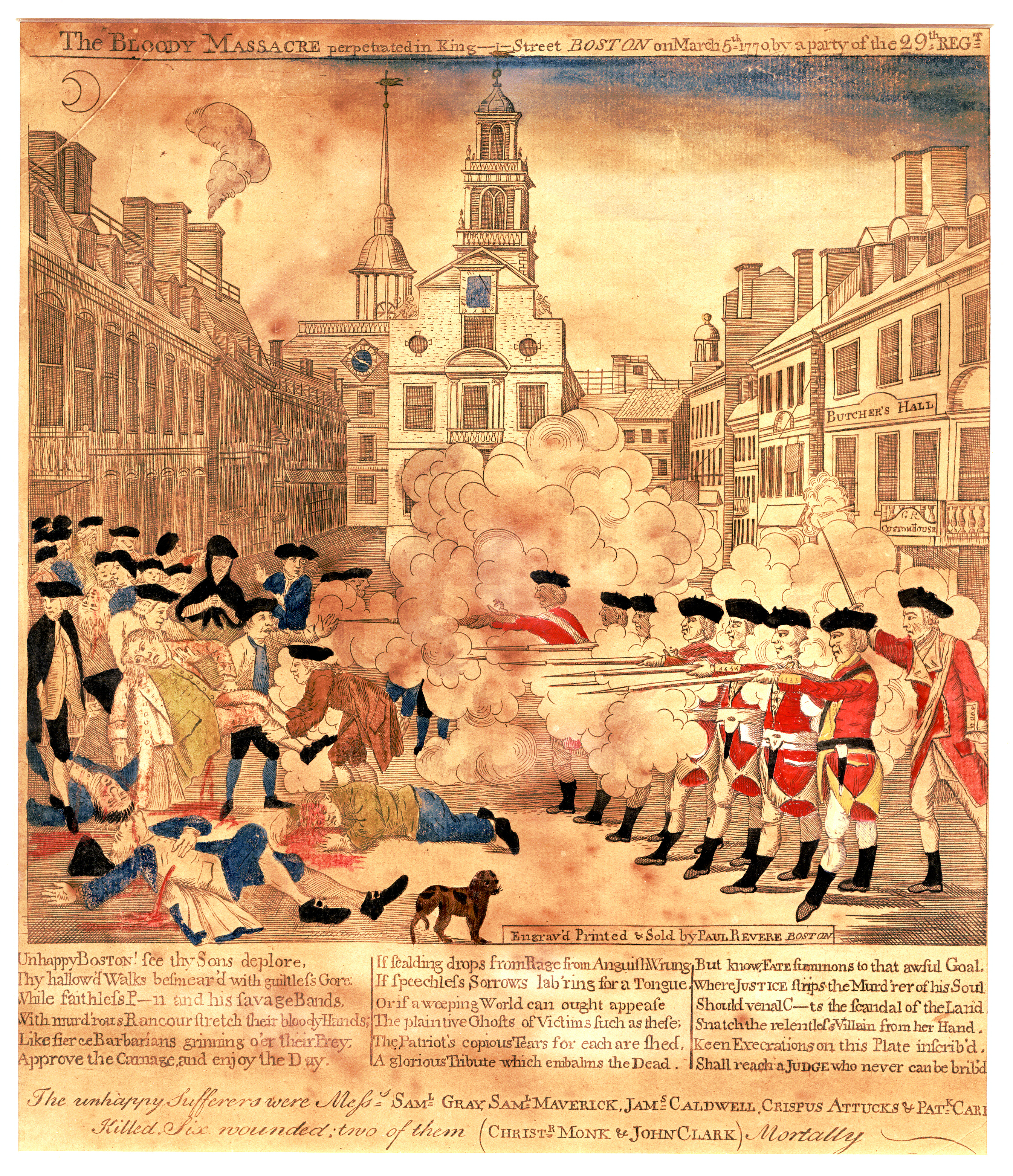
Rycina Paula Revere'a

Masakra bostońska (ang. Boston Massacre) – zamieszki, do których doszło 5 marca 1770 w Bostonie. Wydarzenia te przyczyniły się do wybuchu rewolucji amerykańskiej. Koloniści sprzeciwiający się brytyjskim rządom zebrali się pod budynkiem Giełdy Królewskiej (Royal Exchange Building), w którym mieścił się także urząd celny. Spotkanie było związane z debatą w parlamencie brytyjskim, w czasie której rozstrzygano sprawy ceł Townshenda. W tym samym czasie pod budynkiem bostończycy protestowali przeciwko nowym cłom oraz obecności w mieście silnego kontyngentu brytyjskich żołnierzy.
Dowódca oddziału brytyjskich żołnierzy wzmocnił straże wokół budynku. Protestujący w pewnym momencie zaczęli rzucać w stronę regularnych oddziałów kulami śniegowymi, kawałkami lodu i śmieciami. Przez niezrozumienie rozkazu dowódcy Nie strzelać, a być może w wyniku zdenerwowania spowodowanego agresją tłumu, żołnierze oddali salwę w stronę cywilów. Zginęło pięć osób: Crispus Attucks, Patrick Carr, Samuel Gray, Samuel Maverick i Christopher Monk. Oprócz tego było kilku rannych. Po pewnym czasie gubernatorowi i szanowanym obywatelom udało się skłonić tłum do rozejścia się. Po miesiącu odbyła się rozprawa sądowa, na którą sędziowie przysięgli zostali wybrani z terenów wokół Bostonu, aby zapewnić uczciwy proces. Ława przysięgłych ostatecznie uniewinniła brytyjskich żołnierzy, gdyż działali oni zgodnie z prawem, a strzały padły w obronie własnej.
Incydent ten otrzymał określenie masakra bostońska przez antybrytyjską propagandę. Paul Revere wykonał rycinę, na której brytyjscy żołnierze bezlitośnie masakrują protestujących. Rycina powielona w tysiącach egzemplarzy została rozpowszechniona wśród kolonistów. Wydarzenie to przyczyniło się do wzmocnienia nastrojów antybrytyjskich.
Brytyjskich żołnierzy przed sądem bronił prawnik John Adams, jeden z późniejszych sygnatariuszy Deklaracji Niepodległości (1776), wiceprezydent (1789–1797), a następnie prezydent Stanów Zjednoczonych (1797–1801).